# Esther Hausmann
Esther Hausmann (* 1959 in Hamburg) ist eine deutsche Schauspielerin und Hörspielsprecherin.

## Leben
Esther Hausmann studierte Schauspiel an den Hochschulen für Musik und Darstellende Kunst in Hamburg und Frankfurt am Main. Zahlreiche Engagements führten sie an bekannte deutsche Bühnen wie das Theater am Goetheplatz in Bremen, das Hamburger Thalia Theater, das Residenztheater in München, das Theater Oberhausen, die Städtischen Bühnen Frankfurt sowie mehrfach das Schauspielhaus Düsseldorf. Hausmann spielte die Titelrolle in Antigone von Sophokles, war Julia in William Shakespeares Drama Romeo und Julia, Luise in Friedrich Schillers Kabale und Liebe, verkörperte Solveig in Peer Gynt von Henrik Ibsen oder die Anna Petrowna in Anton Tschechows Platonow.
Nachdem Hausmann bereits an der Berufsfachschule Schauspiel München unterrichtet hatte und seit 2008 als Lehrbeauftragte im Studiengang Schauspiel an der Essener Folkwang Universität der Künste tätig gewesen war, trat sie dort 2010 eine Professur im Bereich „Praktische Theaterarbeit“ an.
Von Mitte der 1980er bis zum Beginn der 2000er Jahre arbeitete Hausmann häufig vor der Kamera, insbesondere mehrfach in den Krimireihen Derrick und Der Alte, vor allem aber in der Fernsehserie Die Fallers, in der sie in über 300 Folgen die Rolle der Mechthild Kramer spielte. 1993 war sie als Lotte Loebinger in dem Doku-Drama Wehner – die unerzählte Geschichte zu sehen, 2001 in dem dokumentarischen Fernsehspiel Jud Süß – ein Film als Verbrechen? als Kristina Söderbaum.
Daneben ist Esther Hausmann umfangreich als Hörspielsprecherin tätig, auch wirkte sie bei einigen Hörbuchproduktionen mit.

## Theaterrollen (Auswahl)
- Schauspielhaus Düsseldorf, 2006–2007: Elias Canetti: Hochzeit, Regie: Amélie Niermeyer (Rollen: Gretchen, Witwe Zart)

## Filmografie
- 1984: Treffpunkt im Unendlichen
- 1987: Der Alte – Folge 120: Die letzte Nacht
- 1989: Derrick – Der zweite Mord
- 1991: Derrick – Caprese in der Stadt
- 1992: Derrick – Die Frau des Mörders
- 1993: Wehner – die unerzählte Geschichte
- 1993: Der Alte – Folge 185: Die Übermacht
- 1993: Derrick – Die Nacht mit Ariane
- 1995: Risiko Null – Der Tod steht auf dem Speiseplan
- 1995: Der Alte – Folge 207: Tote reden doch
- 1996: Der Mann ohne Schatten – Die Wahrheit wissen nur die Toten
- 1997: Für alle Fälle Stefanie – Offene Rechnungen
- 1998–2004: Die Fallers – Die SWR Schwarzwaldserie (Folgen 163–397)
- 1999: Unser Lehrer Doktor Specht (2 Folgen als Frau Riedel)
- 1999: Siska – Am seidenen Faden
- 1999: Der Alte – Folge 250: Mörderische Vergangenheit
- 2000: Meine Mutter, meine Rivalin
- 2000: Der Alte – Folge 260: Die Schwestern und der Tod
- 2001: Jud Süß – ein Film als Verbrechen?
- 2001: Die Manns – Ein Jahrhundertroman
- 2002: Der Bulle von Tölz – Mörder unter sich
- 2002: Um Himmels Willen – Romeo und Julia
- 2004: Propaganda (Kurzfilm)
- 2005: Alles nur Liebe (Kurzfilm)

## Hörspiele (Auswahl)
- 1983: Zauberei auf Tinos – Autoren: Maurice Roland und André Picot – Regie: Hans Jürgen Ott
- 1985: Regenbogen – Autor: Volker Erbes – Regie: Norbert Schaeffer
- 1985: Der Schrei der Eule – Autorin: Patricia Highsmith – Regie: Hans Rosenhauer
- 1987: Wer liebt, der fällt – Autor: Michael Batz – Regie: Hans Rosenhauer
- 1987: Juni-Winter – Autor: Herbjorg Wassmo – Regie: Hans Rosenhauer
- 1987: Sanierung – Autor: Václav Havel – Regie: Heinz Dieter Köhler
- 1990: Yokohama (Mutter) – Autor: Mishima Yukio – Regie: Hans Rosenhauer
- 1991: Einführung in den Kitsch. Sterbefälle. – Autor: Dietmar Guth – Regie: Norbert Schaeffer
- 1991: Sunshine – Autor: William Mastrosimone – Regie: Hans Rosenhauer
- 1991: Ramper – Autor: Max Mohr – Regie: Carl-Ludwig Reichert
- 1992: Anti. Ein Rainer-Werner-Fassbinder-Porträt – Autor und Regie: Carl-Ludwig Reichert
- 1992: An morgen war nicht zu denken – Autorin: Iris Anna Otto – Regie: Irene Schuck
- 1993: Vorgänge der unbegreiflichen ununterbrochenen Gegenwart oder Warum hat er zuviel Bier getrunken? – Autor: Ernst Kreuder – Regie: Carl-Ludwig Reichert
- 1994: Tod an Pier 7 – Autorin: Sara Paretsky – Regie: Walter Adler
- 1995: Des Doktors Dilemma – Autor: George Bernard Shaw – Regie: Otto Düben
- 1995: Katzensprung – Autorin: Shirley Shea – Regie: Walter Adler
- 1996: Kalte Küsse – Autorin: Sabine Deitmer – Regie: Erwin Weigel
- 1996: Wasser für Bayern – Autor und Regie: Bernd Schroeder
- 1999: Obsession – Autor: Christoph Buggert – Regie: Norbert Schaeffer
- 2001: Das Blindenspiel – Autorin: Susanne Krahe – Regie: Jörg Schlüter
- 2001: Das Labyrinth – Autor: David Baldacci – Regie: Jörg Schlüter
- 2001: Und was machen wir jetzt? Wir machen weiter. Nur weiter – Autor: Norbert Jochum – Regie: Irene Schuck
- 2002: Das Klingsor-Paradox – Autor: Jorge Volpi – Regie: Walter Adler
- 2003: Der Kameramörder – Autor: Thomas Glavinic – Regie: Walter Adler
- 2003: Die dunkle Stunde der Serenissima – Autorin: Donna Leon – Regie: Corinne Frottier
- 2004: Malibu – Autor: Leon de Winter – Regie: Norbert Schaeffer
- 2004: Verschwiegene Kanäle – Autorin: Donna Leon – Regie: Corinne Frottier
- 2004: Mord am See – Autor: Keigo Higashino – Regie: Jörg Schlüter
- 2006: Mein Name ist Luz – Autorin: Elsa Osorio – Regie: Martin Zylka
- 2009: Hass! Mehr Hass! – Autor: Joachim Gärtner – Regie: Thomas Wolfertz

## Auszeichnungen
- Boy-Gobert-Preis
- Prix de Télévision de Reims[1]